# Liu Boming
Liu Boming (chino simplificado: 刘伯明; chino tradicional: 劉伯明; nacido en septiembre de 1966) es un piloto chino seleccionado como parte del programa Shenzhou. Piloto de combate de la Fuerza Aérea del Ejército Popular de Liberación, fue seleccionado para ser miembro de la CNSA en 1998.

## Carrera CNSA

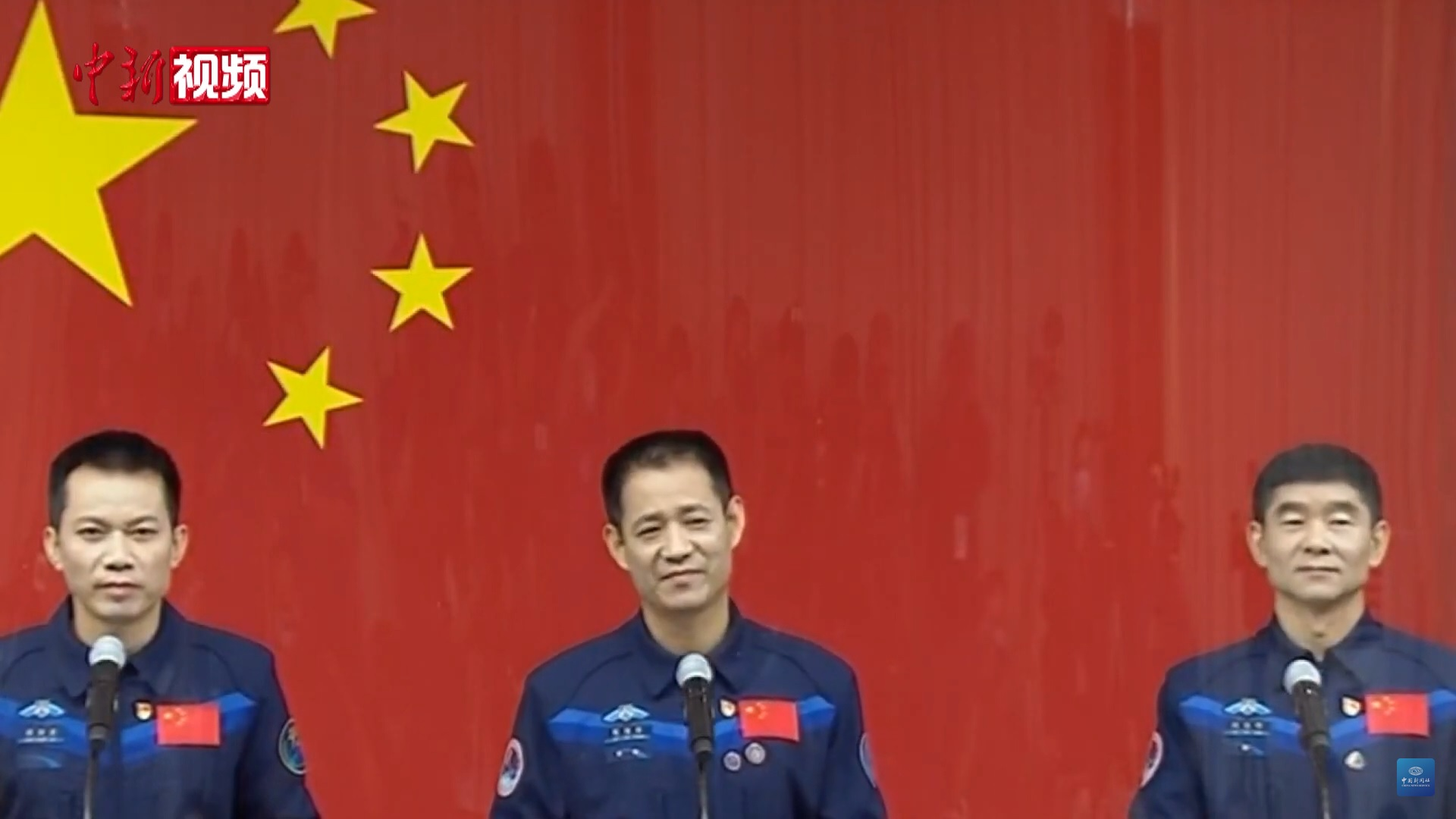
Leyenda:Conferencia de prensa de la tripulación de Shenzhou 12 previo a su lanzamiento

Liu, junto con Zhai Zhigang y Jing Haipeng, fueron elegidos para ser la tripulación principal del Shenzhou 7, con Zhai como comandante, el 17 de septiembre de 2008. El 25 de septiembre, a las 21:10 CST, se lanzaron al espacio como tercer vuelo espacial humano de China. misión, y la primera misión china en tener una tripulación de tres hombres. Liu y Zhai participaron en la primera caminata espacial de China.
Liu vestía un traje espacial ruso Orlan-M, mientras que Zhai vestía el traje espacial Feitian de fabricación china. Liu permaneció en el portal abierto del módulo orbital, ayudando a Zhai en su caminata espacial; más adelante en la caminata espacial, Liu también realizó una actividad extra-vehicular de pie, abandonando parcialmente el módulo orbital para entregarle a Zhai una bandera china.
Después de la caminata espacial, Liu dijo en una entrevista que su inspiración e ídolos siempre han sido Neil Armstrong y Yuri Gagarin.
Fue elegido para ser la tripulación principal de Shenzhou 12 como su segundo vuelo espacial.